# Marc Wallice
Marc Wallice, né Marc Stephen Goldberg en 1959, est un acteur américain de films pornographiques actif durant les années 1980 et 1990. Il est introduit dans l'AVN Hall of Fame et la XRCO Hall of Fame.

## Vie privée
En 1998, il se dit positif au VIH,.